# Xavi Rey
Pour les articles homonymes, voir Rey.
Xavier « Xavi » Rey Sanuy, né le 16 juillet 1987, à Barcelone, en Espagne, est un joueur espagnol de basket-ball. Il évolue au poste de pivot.

## Carrière
Rey rejoint l'Olimpia Milan à l'été 2019 mais en octobre 2019, sans avoir joué en match officiel avec l'Olimpia, les deux parties rompent le contrat. Rey signe alors un contrat avec le CB Bahía San Agustín, club de La Palma qui évolue en seconde division,.

## Palmarès
- Médaille de bronze au Championnat d'Europe 2013.
- Finaliste du championnat d'Europe des 20 ans et moins 2007.